# Его-ідеал

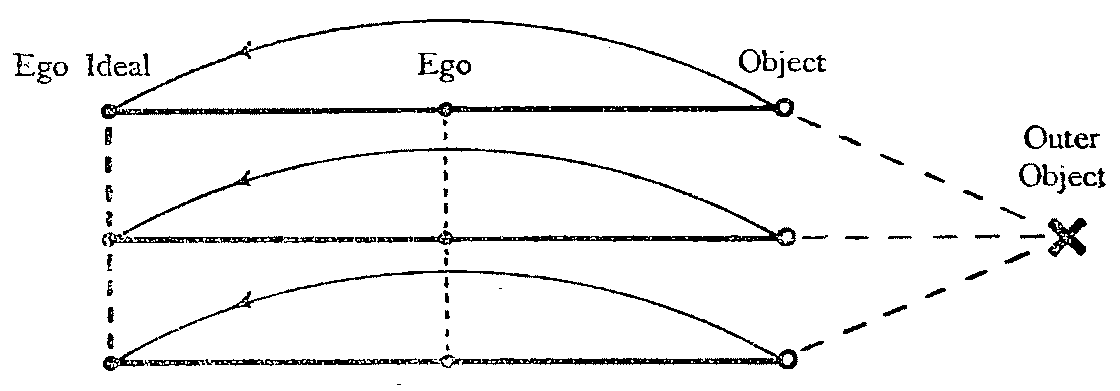
Фройд. Его ідеал—Его—Об'єкт—Зовнішній об'єкт

У психоаналізі Фройда,  его-ідеал (нім. Ichideal) – це внутрішній образ себе, яким людина хоче стати. Він складається зі «свідомих і несвідомих уявлень індивіда про те, ким він хотів би бути, за зразком певних людей, яких ... він вважає ідеалом».
У французькому психоаналізі поняття его-ідеалу розрізняють від поняття ідеального его (нім. Idealich). За словами Жака Лакана, саме ідеальне Его, сформоване в момент ідентифікації немовляти з власним цілісним дзеркальним образом, стає основою постійного прагнення его до досконалості. На противагу цьому, его-ідеал  виникає, коли его сприймає себе з уявної точки досконалості, вважаючи своє звичайне життя марним і безглуздим. 

## Фройд і суперего
Есей Фрейда «Про нарцисизм: Вступ» (1914) вводить «концепції «его-ідеалу» та пов’язаного з ним механізму самоспостереження, які були основою того, що зрештою він описав як «супер-его» в праці «Я та Воно» (1923). Фройд вважав, що его-ідеал  є спадкоємцем нарцисизму дитинства: «Це ідеальне Его тепер є мішенню самолюбства, яким у дитинстві насолоджувалося справжнє Его... Що вона [людина] проєктує перед собою як ідеал є заміщенням втраченого нарцисизму дитинства, в якому вона сама була своїм ідеалом».
У наступне десятиліття ця концепція відігравала дедалі важливішу роль у мисленні Фройда. У «Скорботі та меланхолії» (1917) він підкреслив, що «одна частина его протиставляє себе іншій, критично оцінює її і, так би мовити, бере її за свій об’єкт». Кілька років потому в «Психології мас та аналізі Я» (1921) він далі досліджував, як «у нашому его розвивається якийсь такий агент, який може відокремитися від решти его і вступити з ним у конфлікт». Ми назвали його «его-ідеал»... спадкоємець первісного нарцисизму, в якому дитяче его насолоджувалося самодостатністю». Фройд повторював, як «у багатьох формах любовного вибору ... об'єкт служить заміною для якогось недосягнутого власного его-ідеалу», і далі припустив, що при формуванні групи «груповий ідеал ... керує его замість его-ідеалу».
Однак із «Я та Воно» (1923) номенклатура Фройда почала змінюватися. Він все ще наголошував на важливості «існування градації в Его, диференціації в Его, яку можна назвати «его-ідеалом» або «супер-его», але останній термін зараз вийшов наперед. Після «Я та Воно» і деяких коротших творів, що йдуть за ним, термін «его-ідеал» майже повністю зникає з творів Фройда. Коли він ненадовго знову з’являється в «Нових вступних лекціях» (1933), він є частиною супер-его, яке є «носієм его-ідеалу, за допомогою якого Я вимірює себе... осад старого образу батьків, вираження захоплення досконалістю, яку дитина тоді їм приписувала».

## Пізніші перспективи
Отто Феніхель, спираючись на диференціацію Шандора Радо на «добрі» (тобто, такі, що захищають) і «погані» (тобто, такі, що карають) аспекти суперего» прагнув «розрізнити его-ідеали, моделі того, чим хтось хотів би бути, від суперего, яке характеризується як загрозлива, заборонна та каральна сила». Визнаючи зв’язки між двома агентами, він, наприклад, припустив, що «в гуморі надмірне суперего є дружнім і захисним его-ідеалом; у депресії це негативне, вороже, каральне сумління».
Кляйніанці, як-от Герберт Розенфельд, «знову посилалися на попередній наголос Фройда на важливості его-ідеалу в нарцисизмі та уявляли характерний внутрішній об’єкт — можна сказати, химерний монтаж або монстра — який був сконструйований з его, его-ідеалу, і «божевільного всемогутнього я». Після них Отто Кернберґ підкреслив деструктивні якості «інфантильного, грандіозного его-ідеалу» — «ототожнення з надмірно ідеалізованою само- та об’єктною репрезентацією, з примітивною формою его-ідеалу».
У літературному контексті Гарольд Блум стверджував, що «у нарциса его-ідеал стає роздутим і руйнівним, оскільки він наповнений образами досконалості та всемогутності». Втеча від наслідків такої одержимої відданості его-ідеалу можлива лише тоді, коли від нього відмовляються і натомість стверджують «невинність смирення».
У французькому психоаналізі поняття ідеального его відрізняють від его-ідеалу. У 1930-х роках Герман Нунберг, услід за Фройдом, розробив концепцію ідеального Его, генетичного попередника Суперего. Даніель Лагаш розвинув це розрізнення, стверджуючи, що «підліток заново ототожнює себе з ідеальним его і прагне за допомогою цього відокремитися від суперего та его-ідеалу». Жак Лакан розумів концепцію ідеального Его в термінах «нарцисичної ідентифікації суб’єкта. ... його ідеальне его, точка, в якій він бажає задовольнити себе в собі». Для Лакана, «суб'єкт повинен регулювати завершення того, що відбувається як ... ідеальне его — яке не є его-ідеалом — тобто конституювати себе у своїй уявній реальності».